# Lichenaula onychodes
Lichenaula onychodes là một loài bướm đêm thuộc họ Oecophoridae. Nó là loài bản địa của Úc.

## Hình ảnh

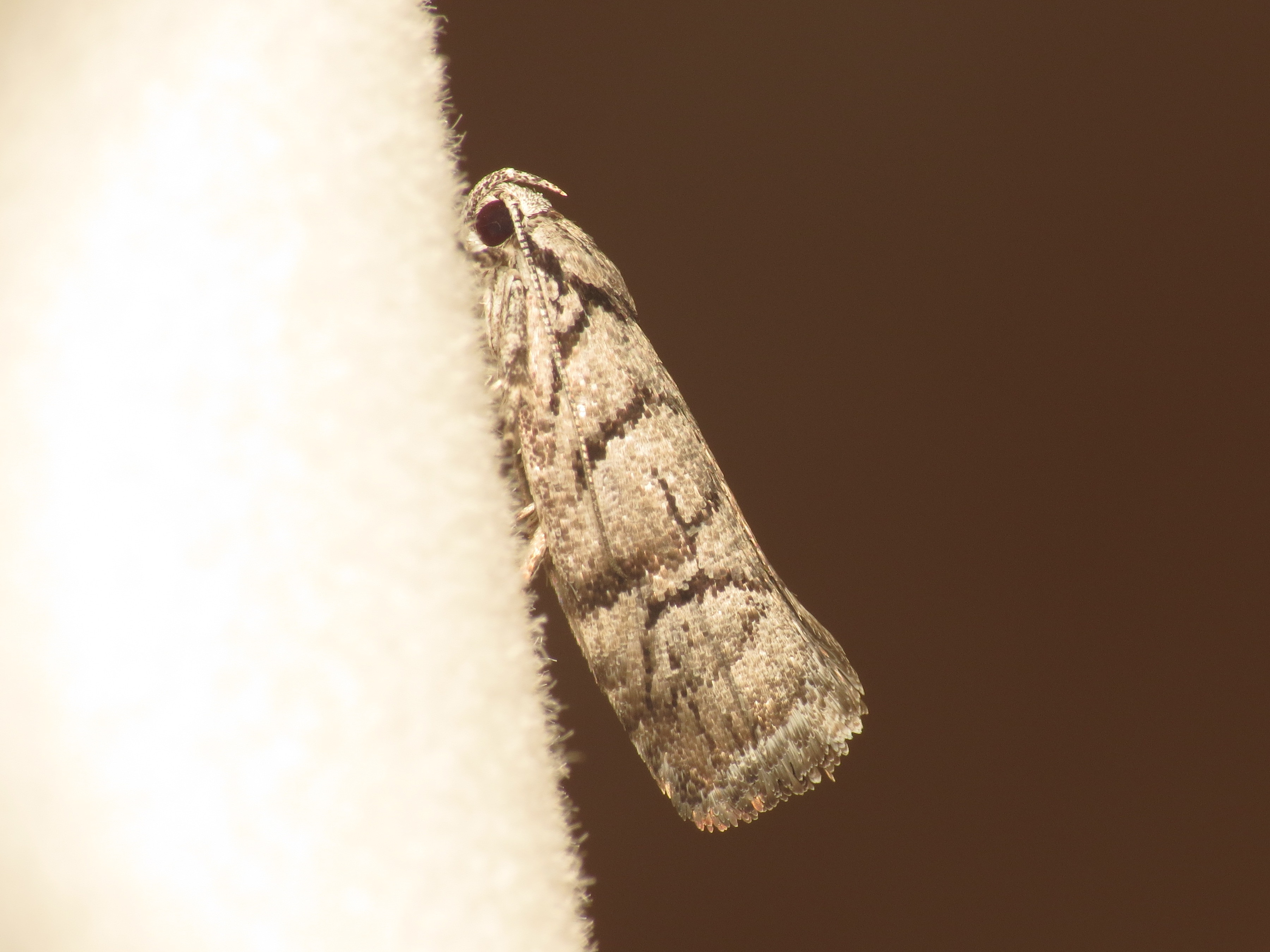
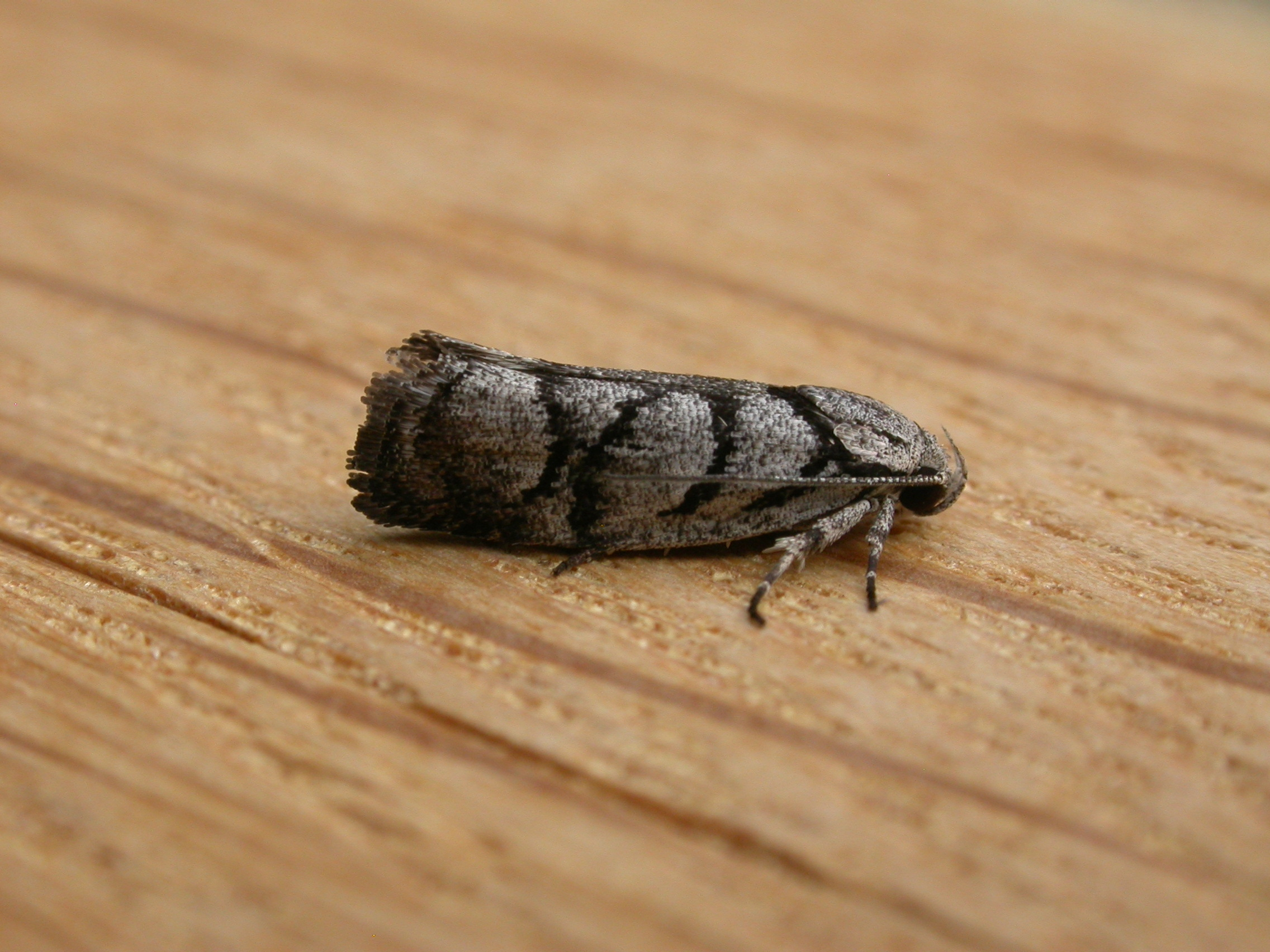